# Игнатовское городское поселение
Игна́товское городско́е поселе́ние — муниципальное образование в составе Майнского района Ульяновской области. Административный центр — рабочий посёлок Игнатовка.

## Население
| 2010  | 2012  | 2013  | 2014  | 2015  | 2016  | 2017  |
| ----- | ----- | ----- | ----- | ----- | ----- | ----- |
| 5124  | ↘4993 | ↘4869 | ↘4734 | ↘4666 | ↘4536 | ↘4426 |
| 2018  | 2019  | 2020  | 2021  |       |       |       |
| ↘4344 | ↘4230 | ↘4112 | ↘4037 |       |       |       |

## Состав городского поселения
В состав поселения входят 13 населённых пунктов: 1 рабочий посёлок, 6 сел, 4 деревни и 2 посёлка.
| №  | Населённый пункт | Тип населённого пункта                  | Население |
| -- | ---------------- | --------------------------------------- | --------- |
| 1  | Александровка    | деревня                                 | 21        |
| 2  | Анкудиновка      | деревня                                 | 128       |
| 3  | Белое Озеро      | село                                    | 431       |
| 4  | Городецкое       | село                                    | 69        |
| 5  | Дедяшевка        | деревня                                 | 3         |
| 6  | Загоскино        | село                                    | ↘608      |
| 7  | Игнатовка        | рабочий посёлок, административный центр | ↗1915     |
| 8  | Новая Калда      | село                                    | 95        |
| 9  | Поповка          | село                                    | 620       |
| 10 | Родниковые Пруды | посёлок                                 | 367       |
| 11 | Рыбхоза «Пионер» | посёлок                                 | 113       |
| 12 | Скрипино         | деревня                                 | 1         |
| 13 | Сосновка         | село                                    | 383       |

## Бывшие населённые пункты
До середины XX века на территории поселения находилась деревня Скорлятка.